# Powiat Jüterbog-Luckenwalde

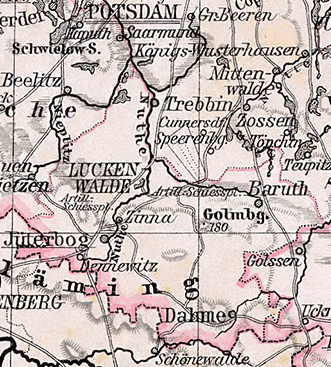
Mapa powiatu w 1905

Powiat Jüterbog-Luckenwalde (niem. Landkreis Jüterbog-Luckenwalde, Kreis Jüterbog-Luckenwalde; 1946–1952 Landkreis Luckenwalde, Kreis Luckenwalde) – dawny powiat w Królestwie Prus, w prowincji prowincji Brandenburgia, w rejencji poczdamskiej. Istniał w latach 1818–1952, siedzibą władz powiatu było miasto Jüterbog. Teren dawnego powiatu leży obecnie w kraju związkowym Brandenburgia w powiatach Dahme-Spreewald, Teltow-Fläming oraz Potsdam-Mittelmark.
1 stycznia 1945 na terenie powiatu znajdowały się:
- cztaery miasta: Baruth/Mark, Dahme/Mark, Jüterbog oraz Luckenwalde
- 112 inne gminy
- trzy majątki junkierskie.